# Adamus
Adamus ist ein männlicher Vorname und Familienname.

## Herkunft und Bedeutung
Adamus ist die latinisierte Form von Adam.

## Bekannte Namensträger

### Vorname
- Adamus Polonus, († 1514), eigentl. Adam von Bochinia, polnischer Arzt und Humanist
- Adamus Balsamiensis (1105–1181), eigentl. Adam Parvipontanus, englischer Logiker und Philosoph
- Adamus Berg (1540–1610), eigentl. Adam Berg, deutscher Buchdrucker und Verleger
- Adamus Zaluzanius de Zaluzan, Rektor der Karls-Universität Prag 1593–1594

### Familienname
- Damian Adamus (* 1967), polnischer Eishockeyspieler
- Dariusz Adamus (* 1957), polnischer Speerwerfer
- Franz Adamus (1867–1948), deutscher Schriftsteller und Dramatiker, siehe Ferdinand Bronner
- Henryk Adamus (1880–1950), polnischer Komponist
- Jan Adamus (1896–1962), polnischer Historiker